# アイ・ロスト・マイ・リトル・ガール
「アイ・ロスト・マイ・リトル・ガール」（I Lost My Little Girl）は、ポール・マッカートニーの楽曲である。マッカートニーがギターを使って初めて書いた曲で、1956年もしくは1957年に書かれた。ビートルズとしてレコーディングを行なった例はないが、1969年1月25日のアップル・スタジオでのリハーサルで演奏された。マッカートニーは、1977年よりラジオやテレビ番組、コンサートで演奏しており、1991年に発売されたライブ・アルバム『公式海賊盤』にライブ音源が収録されている。

## 背景
音楽学者のウォルター・エヴェレットを含む一部の伝記作家は、本作をマッカートニーが初めて書いた楽曲と紹介しており、マッカートニー自身も「僕が初めて書いた曲だ」と説明している。一方で、マーク・ルイソンは、ロックの流行後に弾くようになったギターを使って書いた曲だが、2作のピアノ曲がそれ以前に書かれた曲であることから、『アイ・ロスト・マイ・リトル・ガール』はマッカートニーが初めて書いた曲ではなく、彼がギターを使って初めて書いた曲と述べている。
マッカートニーは、1956年もしくは1957年に「アイ・ロスト・マイ・リトル・ガール」を書いており、伝記『Paul McCartney: Many Years from Now』の中で「母が亡くなった直後の14歳の時に書いた」と説明している。ジャーナリストのボブ・スピッツは、著書『The Beatles: The Biography』の中で、1956年10月29日に母メアリーが死去、その直後にマッカートニーはこの曲を書いたとし、「マッカートニーは、2つのできごとの相関関係をあいまいにしたままにしている」と書いている。歴史家のデイヴ・レインは、マッカートニーが本作を書いた時期について「母親の死から1957年の夏までの間」と書いている。ルイソンは、マッカートニーが本作を書いた時期を、ジョン・レノンが「ハロー・リトル・ガール」を書いたのと同じ「1957年後半」と書いており、マッカートニーが本作を歌う際にバディ・ホリーの「しゃっくり唱法」を取り入れていることから、「1957年9月以降に作曲したことを明確にしている」と述べている。エヴェレットは、ルイソンの見解に同意し、歌詞の8行目から10行目におけるホリーを思わせる歌唱法は、1957年後半にマッカートニーが初めてホリーの楽曲を聴いて以降のものであるとする一方で、これらは後から付け加えられた要素で、それ以前の時点ですでに曲の大部分は書かれていたと主張している。
マッカートニーは、初めて購入したフラマス製のアコースティック・ギター（ゼニス・モデル17）を使用して本作を書いた。『ザ・ビートルズ・アンソロジー』の中で、マッカートニーはこの曲や『ミッシェル』、『アイ・ソー・ハー・スタンディング・ゼア』といった僕が初めて書いた曲は、すべてゼニスを使って書いた曲だ。後にクオリーメンというバンドに入るきっかけになった『トゥエンティ・フライト・ロック』もこのギターで覚えたよと回想している。
作曲後、マッカートニーは頻繁に人前で演奏していた。1989年のインタビューで、マッカートニーは「『これは僕が書いた』と言えるというのがよかったんだ」と回想している。マッカートニーのクラスメイトであるイアン・ジェームズは、かつてフォースリン・ロードにいたとき、ポールが『この曲を書いた』と言った。どういう曲なのか想像もつかなかったけど、僕らは寝室に行って、彼はベッドの端に座って『アイ・ロスト・マイ・リトル・ガール』を聴かせてくれた。それが良い曲かどうかはさておき、彼が何かを書いたという事実に感動した。僕は曲を書こうと考えたことはなくて、録音されたものを演奏することにしか興味がなかった。彼はエルヴィス・プレスリーやジェリー・リー・ルイスの曲をかき鳴らすだけでなく、自分で何かを書くことにより興味を示していた。その活気はもとからそこにあったんだと語っている。

## 曲の構成
1976年のインタビューで、マッカートニーは本作について「G、G7、Cの3つのコードに基づいた、こっけいで、すばらしくて、平凡な小曲」と説明している。
ルイソンは、本作の構成におけるバディ・ホリーの影響について「ザ・クリケッツのサウンドに染まっている」「はっきりとしている」と書いている。エヴェレットは、本作には当初対照的なセクションが含まれておらず、後からブリッジが加えられたと書いている。またエヴェレットは、本作について「完全に全音階で、しっかりと長音階に根づいている」と書いている。ルイソンは、本作の強みとして「対位法」を挙げており、これがマッカートニーの初期のスキルを示していると書いている。『ザ・ビートルズ・アンソロジー』の中で、マッカートニーは反進行というんだと思うけど、一方のメロディー・ラインが下がり、もう一方が上がるというのが好きだった。とても無邪気な小曲さと語っている。

## レコーディング
1970年代初頭、ビートルズが1962年初頭に録音した「アイ・ロスト・マイ・リトル・ガール」を含むリハーサル音源が存在するという噂が流れた。このことについてエヴェレットは、これらの噂が立証されたことは一度たりともないと書いている。
1969年1月25日、ビートルズはジョージ・マーティンのプロデュースとグリン・ジョンズのアシストのもと、アップル・スタジオでリハーサルを行ない、その中で「アイ・ロスト・マイ・リトル・ガール」を演奏した。この時の演奏が、本作が録音された最初の例として知られている。このリハーサル時の編成は、以下のようになっている。
- ジョン・レノン - ボーカル
- ポール・マッカートニー - アコースティック・ギター（マーティン D-28）、バッキング・ボーカル
- ジョージ・ハリスン - エレクトリック・ギター（フェンダー・テレキャスター）
- リンゴ・スター - ドラム（ラディック・ハリウッド）

マッカートニーは、1970年代半ばに粗末な家庭用テープに上記とは別の初期バージョンを録音した。エヴェレットは録音された時期を「1974年頃」と推測している。このバージョンは、ピアノの伴奏によるデモ音源となっており、新たに「Gather 'round people, / Let me tell you the story of the very first song I wrote.」というフレーズが加えられている。
マッカートニーは、1977年からラジオやテレビ番組などで本作を演奏するようになった。1991年1月25日、マッカートニーは『MTVアンプラグド』で本作を演奏し、これが初めて公の場で演奏した例となった。演奏前にマッカートニーは「今、僕らは14歳の時に初めて書いた曲を演奏するつもりだ」と告げ、演奏後にビートルズとしてレコーディングを行わなかった理由を「Her hair wouldn't always curl.」というフレーズが原因であると説明している。同年の「Unplugged Tour」でも演奏しており、ライブ・アルバム『公式海賊盤』には同ツアーからのライブ音源が収録されている。